# Кіоселія-Маре
Кіосе́лія-Маре́ (Велика Кіоселія, Велика Кіселія, рум. Chioselia Mare) — село в Кагульському районі Молдови, є центром комуни, до якої також відноситься село Фрумушика.